# Neuser (Band)
Neuser ist eine deutsche Pop-Rockband aus Wilgersdorf.

## Geschichte
Die eigentliche Gründung bzw. die Entstehung der Band begann vermutlich 1998. Zu diesem Zeitpunkt nannte sich die Band noch Luka Neuser und bestand aus den Mitgliedern: Henning Neuser, Phillip Sutter, Holger Ruchatz und Florian Bungardt. 2004 vervollständigte sich Neuser mit Bassist Jens Bachmann. Vor allem die kurze Zeit beim Major Label Universal Music sorgte für einige Medienpräsenz. Die Band wurde auf VIVA, MTV, EinsLive und MDR Jump in Heavy Rotation gespielt. In diese Zeit fielen auch zahlreiche Festivalauftritte, z. B. für EinsLive oder die MDR Jump Arena Tour, sowie eine Rockpalast-Aufzeichnung und weitere Fernsehauftritte bei VIVA, WDR, SWR usw. Die Single Von vorn anfangen, die wie das Album von Olaf O.P.A.L. produziert wurde und auf der auch das Babelsberger Filmorchester mitwirkte, war aber nur jenseits der Top 20 in die Charts eingestiegen, so dass der Plattenvertrag von Seiten der Plattenfirma nach einem Jahr eingestellt wurde.
Das folgende, ohne Major Label veröffentlichte Album Selbstauslöser, das noch stärker von Bloc Party und Maximo Park beeinflusst war, wurde von der teils neuen Besetzung Henning Neuser (Gesang, Gitarre), Phillip Sutter (Keyboards), Holger Ruchatz (Gitarre), Tim Rashid (Bass) und Michael Klaukien (Schlagzeug) live bei Moritz Enders eingespielt. Nachdem der frühere Bassist und der frühere Schlagzeuger ausgestiegen waren, ging nach dieser Albumproduktion auch der Gitarrist. Seit Januar 2010 ist Henning Neuser mehr oder weniger im Alleingang unterwegs und holt sich gelegentlich weitere Musiker aus der Szene und alte Bandmitglieder im Studio dazu.

## Diskografie

### Alben
- 2002: Henning  Neuser (als Luka Neuser, EMI Music)
- 2006: Alles wird leichter (Universal Music)
- 2008: Selbstauslöser (Songpark Records)
- 2010: Chamaeleon (Songpark Records)
- 2016: Korridor (Songpark Nord)

### Singles
- 2006: Von vorn anfangen (Universal Music)
- 2006: Jetzt leben wir (Universal Music)
- 2007: Violetta (Songpark Records)
- 2009: Die Welt steht still
- 2010: Herzblindherzstumm
- 2012: Chaos (Songpark Records)

### EPs
- 2002: Mädchen wie Dich
- 2008: Ohne uns (Songpark Records)
- 2008: Champagner auf die Alleinsamkeit (Songpark Records)
- 2011: Labyrinth, Teil 1 (EP) (Songpark Records)